# Магнезит
Магнези́т — распространённый минерал, карбонат магния MgCO3.
Название от области Магнесия (Фессалия, Греция), где был впервые обнаружен; известен с глубокой древности.
Также магнезитом является огнеупорный материал, состоящий из оксида магния MgO с 1—10 % примесей.

## Свойства
Состав близок теоретическому. Из примесей наибольшее значение имеет Fe; меньше Mn, Ca. Кристаллы редки. Обычно плотные разной зернистости агрегаты вплоть до фарфоровидных. Фарфоровидный магнезит часто содержит примеси опала и силикатов магния. Хрупок. Твёрдость 4—4,5, у фарфоровидного до 7 (за счёт тонкодисперсной примеси опала). Цвет белый, серый, реже желтоватый.
Встречается в гидротермальных месторождениях или в качестве продукта выветривания ультраосновных горных пород.
С разбавленными кислотами магнезит реагирует без вскипания, чем отличается от похожего на него кальцита. Реакция с HCl только в порошке при нагревании.

## Разновидности
Магнезит и сидерит образуют между собой непрерывный изоморфный ряд (Mg,Fe)CO3, большинство установленных минералов из которого рассматриваются в качестве разновидностей магнезита. Самый известный из них — брейнерит, содержание карбоната железа в котором фактически составляет от 5 до 30%.:516 Следующей разновидностью считается мезитит или мезитиновый шпат (англ. mesitine spar):223, который содержит уже от 30 до 50% сидерита (соотношение магния к железу от 70:30 до 50:50) Ещё выше содержание карбоната железа (от 50 до 70%) в пистомезитах (соотношение к магнию от 50:50 до 70:30). И наконец, сидероплезиты содержат в своём составе от 70 до 90% сидерита (соотношение Fe:Mg составляет от 70:30 до 90:10).
Советская школа минералогии зачастую рассматривала упомянутые выше сидероплизит (70 до 95% FeCO3), пистомезит и мезизит (мезитит), в свою очередь, как разновидности брейнерита.:516

## Месторождения
Встречается в Австрии (Штирия), Чехии, Словакии, Польше (Силезия), Греции (Эвбея), США, России (г. Сатка, Челябинская область; Халилово, Оренбургская область; Раздолинск, Красноярский край), Германии, Италии, Северной Корее.

## Применение
Магнезит используют для производства огнеупоров и вяжущих материалов, в химической промышленности.
Применяется для производства огнеупорного кирпича.
Также является рудой магния и его солей.